# Helicos Biosciences
Helicos Biosciences — это компания, которая предоставила революционно новую технологию секвенирования единичных молекул, названную true Single Molecule Sequencing (tSMS).
tSMS позволяет проводить одновременное прямое секвенирование миллиарда цепей ДНК. Процесс секвенирования включает в себя несколько этапов. На первом шаге подготавливаются образцы за счет разрезания ДНК на фрагменты. Далее к каждому фрагменту присоединяется полиадениновый хвост с помощью аденозин-концевой трансферазы. На следующем этапе денатурированная ДНК с полиаденозиновым хвостом гибридизуется на политиминовых олигонуклеотидах, которые соединены с проточной кюветой. Цикл секвенирования состоит из удлинения за счет одного из четырёх флуоресцентно-меченых нуклеотидов, присоединение которого детектируется на секвенаторе компании Heliscope. Последующее отщепление флуорофора позволяет запустить следующий цикл присоединения флуоресцентно-меченых нуклеотидов, которые позволяют определить последовательность ДНК.

## История
Компания Helicos Biosience была основана в 2003 году. За основу tSMS™ технологии была взята работа Браславского (Braslavsky) и его коллег, посвященная секвенированию единичных молекул ДНК у человека и дрожжей. Позже технология была усовершенствована на основе работ Озолака (Ozsolak) и Милоса (Milos), что позволило осуществлять более точный синтез гомополимеров и прямое РНК-секвенирование.
Компания создала Genetic Analysis Platform первый в мире ДНК-микроскоп. Платформа была разработана Браславским (Braslavsky) и его коллегами в 2003 году. Преимущество этой технологии в том, что нет необходимости производить амплификацию образцов ДНК, а также в более высокой скорости секвенирования по сравнению с секвенаторами второго поколения. Heliscope секвенатор способен секвенировать до 28 Гб одновременно и это займет около 8 дней. Он генерирует короткие риды (reads) с максимальной длиной в 55 нуклеотидных оснований.
В ноябре 2012 года компания Helicos Biosience была признана банкротом и прекратила существование.

## Этапы секвенирования
Процесс секвенирования включает следующие этапы:

- подготовка образцов;
- секвенирование и визуализация[10].

### Подготовка образцов
Компания Helicos Biosience предоставляла две технологии подготовки образцов: one-pass sequencing и two-pass sequencing. Отличительной особенностью этих методов является отсутствие стадии амплификации образцов с помощью ПЦР (Полимеразмой Цепной Реакции), при которой есть вероятность ошибки при репликации.

#### One-pass sequencing
На первом этапе праймеры, распределённые на твёрдой основе, ковалентно с ней связаны. На следующем этапе образцы одноцепочечной ДНК, расщеплённые на фрагменты и к которым уже присоединены адаптеры к праймерам, гибридизуются на иммобилизованных праймерах, после чего с ними связывается ДНК-полимераза и происходит синтез.

#### Two-pass sequencing
В этом случае, сами одноцепочечные фрагменты ДНК ковалентно сшиваются с твёрдой основой с помощью комплекса стрептовидин-биотин и после этого к одноцепочечным фрагментам ДНК присоединяются праймеры, с которыми может связаться ДНК-полимераза.

### Секвенированиеи визуализация
Процесс секвенирования включает следующие стадии: 

- Посадка ДНК-полимеразы на праймеры;
- Присоединение только одного флуоресцентно-меченого нуклеотида, который комплементарен иммобилизованному ДНК фрагменту;
- Терминация синтеза, после присоединения одного нуклеотида;
- Смываются оставшиеся не присоединенные нуклеотиды;
- Визуализация присоединенного нуклеотида;
- Стадия расщепления, в которой удаляется ингибирующая группа и флуоресцентный краситель с помощью трис(2-карбоксиэтил)фосфина (TCEP);
- Свободная сульфогидридная группа кэпируется йодоацетамидом;
- Перед началом следующего цикла снова омывают твёрдую основу с образцами[10].

Компания использует одноцветный краситель для проведения циклов. Для визуализации флуоресцентного красителя используется технология TIRT (total internal reflection fluorescence), в которой присутствуют два лазера с длинами волн 635 нм и 532 нм. Аналогичная технология используется и Illumina/Solexa геномным анализатором. В качестве флуоресцентного красителя используется Cy5 краситель.

## Применение
Продукция большого количества ридов с низкой стоимостью позволило использовать технологии секвенирования нового поколения (Next-generation sequencing) в широком круге исследований. В частности технологии компании Helicos Biosience позволяют проводить следующие исследования:

- секвенирование фрагментов генома, а также всего генома различных организмов[10];
- секвенирование ДНК из костей древних животных[11];
- прямое РНК-секвенирование[10];
- секвенирование индивидуальных геномов, что вероятно может быть использовано при исследовании различных генетических заболеваний[10].

## Преимущества и недостатки
Главными преимуществами данного метода являются отсутствие стадии амплификации образцов, а также достаточно высокая скорость секвенирования и более низкая стоимость по сравнению с секвенаторами второго поколения. К примеру, секвенирование генома человека обходится в 48000$US.
Однако, у этого метода есть ряд недостатков. Например, все же остается достаточно высоким уровень ошибок по сравнению с другими секвенаторами нового поколения.